# Родоколібія масляна
Родоколібія масляна, колібія масляна, колібія рудувато–сіра (Rhodocollybia butyracea, раніше Collybia butyracea) — гриб роду родоколібія (Rhodocollybia) родини маразмієві (Marasmiaceae), раніше належав до роду колібія (Collybia).

## Будова
У родоколібії масляної досить мінлива шапинка. В одних плодових тіл вона сірувато-бура, у других рудо-сіра і навіть червонувато-коричнева. У зрілого гриба шапинка в діаметрі до 9 см, у молодих форма випукло розпростерта, у дорослих плоско розпростерта. Ніжка завдовжки до 9 см, завширшки до 2 см, центральна циліндрична гладенька, має колір шапинки, у деяких плодових тіл навіть світліша, здається борошнистою, волокниста, форма булавоподібна.
Якщо розрізати вздовж ножем плодове тіло колібії рудувато-сірої, то у середині видно у молодих плодових тіл — білу м'якоть, у зрілих — дещо бурувату, вона водяниста, а в старих — спостерігається порожнина. Принюхавшись до м'якоті, відчувається від неї приємний грибний запах і такий самий смак.

## Поширення та середовище існування
Цей шапковий гриб росте на ґрунті у хвойних, мішаних лісах. Зрідка родоколібію масляну вдається бачити у листяних лісах.

## Практичне використання
Родоколібія масляна — їстівний шапковий гриб, який вживають свіжим або його шапинки зазвичай маринують.